# Aleksej Volkov
Aleksej Anatoljevitj Volkov (ryska: Алексей Анатольевич Волков), född 5 april 1988 i Raduzjnyj, är en rysk skidskytt som tävlat internationellt sedan 2009. 
Volkovs främsta merit är guldet i jaktstart i EM i Otepää 2010. Hans främsta merit i världscupsammanhang är en tredjeplats i tyska Oberhof den 5 januari 2014.
Volkovs ingick i det ryska skidskyttelaget vid OS i Sotji 2014 tillsammans med Jevgenij Ustiugov, Dmitrij Malysjko och Anton Sjipulin. Laget tog guld i stafetten men blev 2020 av med medaljen efter att Jevgenij Ustiugov fällts för doping.